# Ojoraptorsaurus
Ojoraptorsaurus — рід ценагнатид із Нью-Мексико. Один із геологічно наймолодших відомих представників родини. Описано з франментарних рештків (пари лобкових кісток) 2011 року.  Тварина близько 1.8-2.1 м завдовжки, пересічного розміру для ценагнатида.

## Систематика
Автори опису припустили, що серед відомих ценагнатид, Ojoraptorsaurus найближче споріднений із іншим таксоном із Північної Америки, також із Маастрихту, Epichirostenotes curriei. Тим не менш, вони відкинули ідею про синонімію цих двох на підставі декількох відмінностей у будові лобкових кісток, що їх не могли пояснити онтогенетичною варіацією, оскільки обидва досліджених зразки було визнано дорослими особинами.

## Палеоекологія
Співіснував із різноманітними динозаврами, зокрема, травоїдними гігантами, на зразок цератопсида Ojoceratops, пізнього завропода Alamosaurus, нодозаврида Glyptodontopelta і невизначених анкілозаврид і гадрозаврид. Імовірно, вищими хижаками були тиранозавриди, до дрібніших м‘ясоїдів могли належати дромеозаврид Dineobellator і невизначені маніраптори (зокрема, ймовірно, неназваний троодонтид і таємничий власник зубів, відомих під назвою Richardoestesia). Сам Ojoraptorsaurus, як ценагнатид, міг бути дрібним рослиноїдним чи всеїдним, подібно до орнітомімідів, чиї залишки знаходили в тій самій формації. Із прісноводної фауни відомо різних риб і невизначених хвостатих, різноманіттям відзначалися черепахи. Відомо один рід ящірок - Peneteius. Було представлено різні групи ссавців, зокрема, Metatheria й Multituberculata.